# Manu Ríos

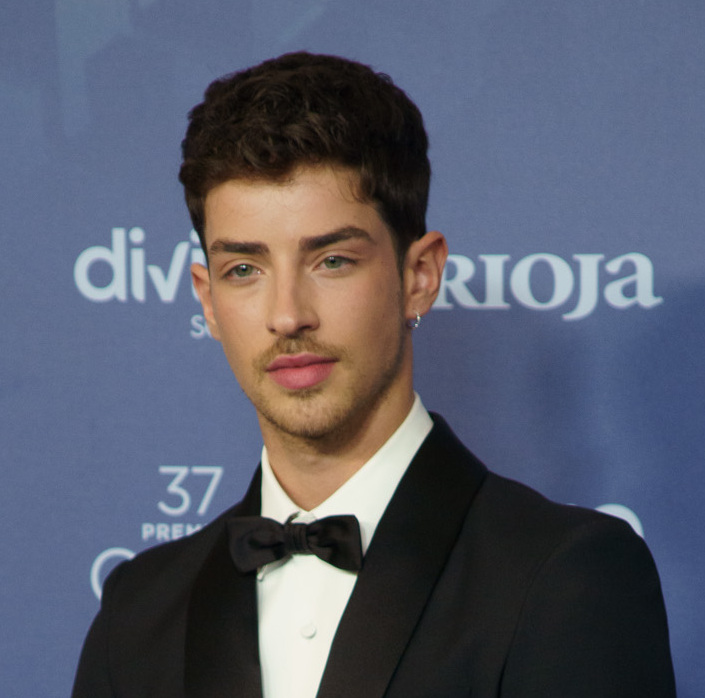
Manu Ríos (2023)

Manuel Ríos Fernández (* 17. Dezember 1998 in Calzada de Calatrava) ist ein spanischer Schauspieler und Sänger, der vor allem für seine Rolle als Patrick in der Netflixserie Élite bekannt ist.

## Leben und Karriere
Ríos begann seine Karriere in der Unterhaltungsindustrie im Alter von 9 Jahren, als er an einer Reality-Show teilnahm. In diesem Alter begann er auch, Coverversionen berühmter Songs auf YouTube hochzuladen. Er studierte klassisches Ballett und Urban Dance und war eines der Mitglieder der Kindermusikband Parchís. Außerdem nahm er an einer Produktion des Musicals Les Misérables teil und spielte Gavroche.
2021 bis 2022 war Ríos einer der Hauptdarsteller der spanischen Fernsehserie Élite und spielte Patrick Blanco Commerford. Er blieb Netflix treu und war anschließend in Stumm (2023) und Atemlos (seit 2024) zu sehen.

## Filmografie (Auswahl)
- 2021–2022: Élite (Fernsehserie, 24 Episoden)
- 2022: La edad de la ira (Miniserie, 4 Folgen)
- 2023: Strange Way of Life
- 2023: Stumm (El Silencio, Miniserie, 6 Folgen)
- 2024: Atemlos (Respira, Fernsehserie, 8 Folgen)